# Granat odłamkowy

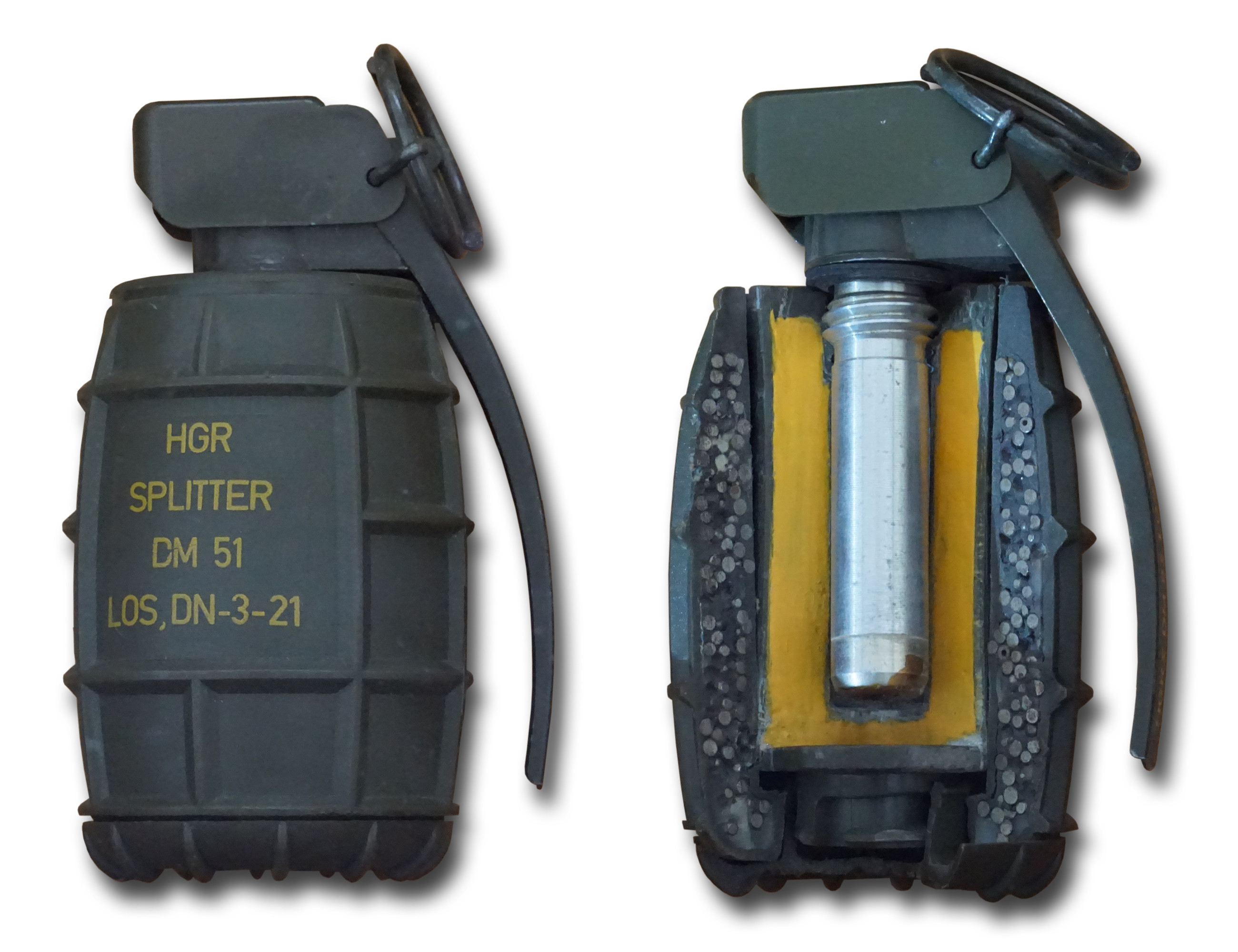
Uniwersalny granat odłamkowy DM 51 z prefabrykowanymi odłamkami zatopionymi w nakładce odłamkowej

Granat odłamkowy – granat ręczny rażący cel przy pomocy energii kinetycznej odłamków powstających podczas wybuchu. Na polu walki służy zasadniczo do zwalczania siły żywej przeciwnika, rzadziej do niszczenia sprzętu.

## Budowa
Granat odłamkowy składa się ze skorupy wypełnionej materiałem wybuchowym i zapalnika. Przed rzuceniem granatu zapalnik jest ręcznie uruchamiany. Najpowszechniej stosowane są zapalniki z tzw. łyżką, dźwignią, którą żołnierz przyciska do skorupy granatu trzymanego w ręce. Dopóki żołnierz trzyma w dłoni łyżkę, nie następuje zapłon zapalnika. Gdy granat opuszcza dłoń rzucającego, łyżka odskakuje na skutek działania sprężyny i uruchamia zapalnik, który odpala ładunek z kilkusekundową zwłoką. Łyżkę przed samoistnym zwolnieniem zabezpiecza tzw. zawleczka, przytrzymująca łyżkę w czasie gdy granat spoczywa w ekwipunku. W celu użycia granatu żołnierz przytrzymuje łyżkę, wyciąga zawleczkę, a następnie rzuca granat w kierunku wroga i chowa się za przeszkodą chroniącą przed odłamkami. W granatach trzonkowych zapalnik uruchamiano przez wyszarpnięcie sznurka zakończonego kulką, znajdującego się u dołu trzonka granatu - granaty te nie posiadały bezpiecznika.

## Podział  i zastosowanie
Zasięg rzutu granatem jest ograniczony siłą mięśni ludzkich do kilkudziesięciu metrów. Podstawowym podziałem granatów ręcznych z uwagi na promień skutecznego rażenia jest podział na granaty zaczepne (kilkumetrowy promień rażenia) i obronne (kilkunasto-kilkudziesięciometrowy promień rażenia). W celu uzyskania dużej liczby odłamków o zbliżonych parametrach (masa, wymiary, energia kinetyczna) stosuje się wymuszoną fragmentację skorupy poprzez jej odpowiednie nacięcie lub odłamki prefabrykowane.
Współcześnie większość nowoczesnych armii wprowadziła do uzbrojenia granaty uniwersalne łączące cechy obu tych typów, stąd podział ten nie jest jednoznaczny.
Poza typowym zastosowaniem, granaty można wykorzystać do budowy improwizowanych min, działających jak miny przeciwpiechotne. Robi się je przez zamontowanie w granacie zapalnika o działaniu natychmiastowym, połączonego z linką, której naciągnięcie powoduje uruchomienie zapalnika. Innym typem pułapki przy użyciu granatów z łyżką i zawleczką jest odbezpieczenie granatu przez wyciągnięcie zawleczki, wprowadzenie go do wąskiej puszki uniemożliwiającej odskoczenie łyżki, dokładne jej zamaskowanie, a następnie połączenie granatu z żyłką - wróg trącając żyłkę nogą powodował wysunięcie się granatu z puszki, odskoczenie łyżki, a w rezultacie jego wybuch, zazwyczaj tuż pod nogami.